# Ami Canaan Mann
Ami Canaan Mann é uma diretora de cinema e televisão e roteirista de televisão britânica.

## Carreira
Mann trabalhou como roteirista de televisão e cinema desde que escreveu o episódio de NYPD Blue, "Tea and Sympathy", em 2000. Ela ganhou três prêmios, todos em 2001 por seu primeiro filme como diretora, Morning. Entre eles, o Prêmio do Público no Festival Internacional de Cinema de Dahlonega, o Grande Prêmio de melhor estréia na direção e o Prêmio de Ouro de Longas-Metragens Independentes - Primeiro Longa-Metragem. Seu segundo filme, Texas Killing Fields, foi exibido no 68º Festival Internacional de Cinema de Veneza. Seu terceiro filme, Jackie & Ryan, um romance estrelado por Katherine Heigl e Ben Barnes, foi exibido no 71º Festival Internacional de Cinema de Veneza.

## Vida pessoal
Mann é a filha do cineasta Michael Mann.

## Filmografia

### Filmes
| Ano  | Título                      | Créditos                         | Notas       |
| ---- | --------------------------- | -------------------------------- | ----------- |
| 2001 | Morning                     | Diretora                         |             |
| 2011 | Texas Killing Fields        | Diretora                         |             |
| 2015 | Jackie & Ryan               | Diretora, produtora e roteirista |             |
| 2016 | Great Performers: L.A. Noir | Diretora e roteirista            | Vídeo curto |

### Televisão
| Ano  | Título                        | Créditos                               |
| ---- | ----------------------------- | -------------------------------------- |
| 2000 | NYPD Blue                     | Roteirista (1 episódio)                |
| 2002 | The Wonderful World of Disney | Roteirista e co-produtora (1 episódio) |
| 2003 | Robbery Homicide Division     | Diretora (1 episódio)                  |
| 2010 | Friday Night Lights           | Diretora (1 episódio)                  |
| 2012 | Dakota                        | Diretora e roteirista (3 episódios)    |
| 2013 | The Blacklist                 | Diretora (1 episódio)                  |
| 2016 | Chicago Med                   | Diretora (1 episódio)                  |
| 2016 | No Tomorrow                   | Diretora (1 episódio)                  |
| 2017 | APB                           | Diretora (1 episódio)                  |
| 2017 | Shots Fired                   | Diretora (1 episódio)                  |
| 2017 | Queen of the South            | Diretora (1 episódio)                  |
| 2018 | Sneaky Pete                   | Diretora (1 episódio)                  |
| 2018 | Marvel's Cloak & Dagger       | Diretora (1 episódio)                  |
| 2018 | Power                         | Diretora (1 episódio)                  |
| 2018 | Shooter                       | Diretora (1 episódio)                  |